# Lucia di Lammermoor (film, 1946)
 (juin 2020).
Si vous disposez d'ouvrages ou d'articles de référence ou si vous connaissez des sites web de qualité traitant du thème abordé ici, merci de compléter l'article en donnant les références utiles à sa vérifiabilité et en les liant à la section « Notes et références ».
Pour les articles homonymes, voir Lucia di Lammermoor et Lucia di Lammermoor (homonymie).
Lucia di Lammermoor est un film italien réalisé par Piero Ballerini, basé sur l’opéra du même nom Lucia di Lammermoor, sorti en 1946.

## Synopsis
Le film se fonde entièrement sur la version de l'opéra de Gaetano Donizetti, avec un livret de Salvatore Cammarano, inspiré lui-même du roman de Walter Scott, La Fiancée de Lammermoor.

## Distribution
- Nelly Corradi : Lucia
- Afro Poli : Lord Ashton
- Mario Filippeschi : Sir Edgar
- Aldo Ferracuti : Lord Bucklaw
- Italo Tajo : Raymond Bidebent
- Loretta Di Lelio : Alisa
- Adelio Zagonara : Norman
- Gina Lollobrigida a participé au tournage, mais son nom n’est pas crédité.

## Production
En 1946, en plein après-guerre, le cinéma italien essayait de refaire surface. Réalisé sans guère de moyens, ce film est la transposition sur grand écran de l’opéra du même nom. Cependant, parmi les versions de cet opéra dont beaucoup étaient destinées à la télévision, celle-ci reste une des plus soignées.